# Universe Championships
A Universe Championships évente megrendezésre kerülő világméretű testépítő-bajnokság, amelyet a National Amateur Body-builders' Association (NABBA) szervez. Az eredetileg Mr. Universe versenyként hirdetett eseményt 1968-ban női osztályokkal bővítették. A korábbi díjazottak közé tartozik Arnold Schwarzenegger testépítő, színész és Kalifornia egykori kormányzója, valamint Steve Reeves testépítő és színész (1926–2000).
A következő osztályokat tartalmazza:
| Férfiak                | Nők                                    |
| ---------------------- | -------------------------------------- |
| Amatőr Mr. Universe    | Ms. Universe (tónusos alkat)           |
| Junior                 | Ms. Universe (sportos alkat)           |
| Kezdő                  | Ms. Universe (edzett alkat)            |
| 45 év feletti mesterek | Professzionális Ms. Universe (képzett) |
| 55 év feletti mesterek | Ms. Bikini                             |
| Sport Short            |                                        |
| Klasszikus testépítés  |                                        |
| Profi Mr. Universe     |                                        |

## Története

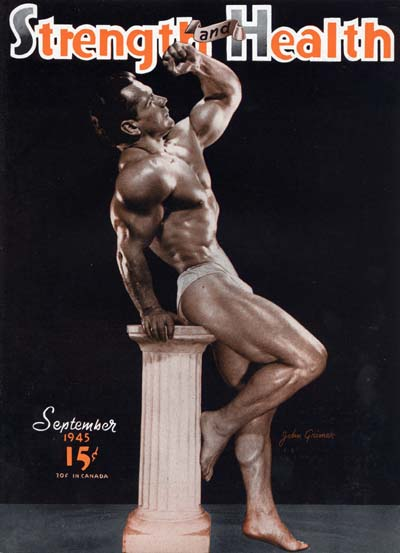
John Grimek, az első Mr. Universe, aki az eseményt szervező magazinnak pózol

1948-ban David Johnston, a Strength and Health magazin akkori szerkesztője és csapata megszervezte a Mr. Universe versenyt Londonban, az 1948. évi nyári olimpiai játékokkal egy időben. Az esemény felkeltette a testépítők és a nagyközönség figyelmét, akik zsúfolásig megtöltötték a Scala Színházat, hogy megnézzék, John Grimek hogyan szerezte meg a beavató címet. Steve Reeves a második helyen végzett. Reeves szerint: „Azt hiszem, John Grimek a valaha élt legnagyobb testépítő!”
Míg 1949-ben nem rendeztek versenyt, a színfalak mögött az Erő- és Egészségliga tagjai az Országos Amatőr Testépítők Szövetségének vagy a NABBA megalakítását szervezték. A NABBA bejelentette, hogy 1950-ben ismét megrendezi a Mr. Universe versenyt. Steve Reeves visszatért Angliába, hogy abban az évben bajnok legyen. Annak ellenére, hogy ő volt az első NABBA Mr. Universe, nem őt választották a NABBA-logó sziluettjének. Ez a megtiszteltetés ui. John Grimeket illeti meg, és az ő képmását használják máig az egyesület emblémájaként.
Amikor Oscar Heidenstam, rendkívül sikeres versenypályafutása után, 1955-ben a NABBA titkára lett, hamarosan nemcsak a NABBA-nak, hanem a Mr. Universe versenynek is a fő mozgatórugója lett. Körülbelül ugyanebben az időben az Egyesült Királyságban területi bemutatók hálózatát hozták létre a taglétszám növelése érdekében.
1957-ben a guadeloupani–francia testépítő, Arthur Robin lett az első néger férfi, aki elnyerte a Mr. Universe címet.
A Mr. Universe korai sikerét számos nagy név támogatása támasztotta alá, mint például John Grimek, Steve Reeves, Reg Park és Bill Pearl. Az 1960-as és 1970-es években a Mr. Universe a korabeli híres testépítők, például Arnold Schwarzenegger, Lou Ferrigno, Serge Nubret és még sokan mások ugródeszkájává is vált.
Ők voltak a legbefolyásosabb bajnokok, akik nemcsak részt vettek, hanem másokat is bátorítottak Amerikában és Európában, hogy támogassák az Univerzumot. Inspirációjuk még ma is sok fiatal testépítőt bátorít.
Míg a verseny kezdetben csak amatőr férfi testépítőknek szólt, 1952-ben egy profi osztályt is hozzáadtak. A NABBA UK alkotmánya hagyományosan az amatőrt úgy határozza meg, mint aki „soha nem nevezett be és nem vett át pénzdíjat egy meghirdetett professzionális eseményen”. Ma a NABBA International, a világméretű irányító testület Pro kártyákat kínál a Universe Championships és a NABBA World Championships négy férfi magassági osztálygyőztesének. 2011 és 2013 között nem tartottak profi Mr. Universe versenyt, mivel az érdeklődés csökkent. 2013-ban azonban hét év versenykihagyás után Lee Priest visszatért, és amatőrként megnyerte az összesített címet. Győzelmét követően a NABBA Nemzetközi Tanácsa úgy határozott, hogy 2014-ben újra felállítják a NABBA Professional Divisiont úgy, hogy az első szakmai verseny a 2014-es NABBA világbajnokság lesz az észak-írországi Belfastban. 2014-ben Dave Titterton megnyerte a Professional Mr. Universe címet az angliai Southportban.
A női testépítő versenyt 1968-tól Ms. Physique néven vették fel, majd 1986-ban Ms. Physique és Ms. Figure osztályokra osztották fel. A Ms. Physique osztály azóta megszűnt a Universe Championshipsen, azonban most már a Ms. Toned és Ms. Athletic Figure is elérhető.
1985-ben bekerült a Junior Mr. Universe osztályba a 21 év alatti férfiak számára. Az osztály 1990 és 1999 között megszűnt, de 2000-ben visszatért.
1991-ben bevezették a Masters Over 40 osztályt. A nyitógyőztes az ausztrál Graeme Lancefield lett, kis híján a NABBA legenda John Citrone-t verte meg a címért zajlott küzdelemben. A Masters Over 50 osztályt 2002-ben vezették be. A Universe veteránja, Ian Lawrence Skóciából nyerte el az új díjat.
A NABBA Universe Championships a NABBA UK és elnöke, Jim Charles égisze alatt zajlik.
IFBB Mr. Universe néven külön versenyt szervezett az IFBB, de a nevét 1976-ban amatőr testépítő világbajnokságra változtatta.

## Bíráskodás
A sportolókat szimmetriájuk, arányaik, valamint az egyes izomcsoportok mérete és tisztasága alapján ítélik meg. A legtöbb zsűrizés napközben történik (ezt hívják előzsűrizésnek), az esti műsorban zajlanak a döntők.

## Nyertesek
| Year | Mr. Universe (Pro)     | Mr. Universe (Amateur) | Ms. Universe (Physique) | Ms. Universe (Figure)    |
| ---- | ---------------------- | ---------------------- | ----------------------- | ------------------------ |
| 1948 |                        | John Grimek            |                         |                          |
| 1950 |                        | Steve Reeves           |                         |                          |
| 1951 |                        | Monotosh Roy, Reg Park |                         |                          |
| 1952 | Juan Ferrero           | Manohar Aich           |                         |                          |
| 1953 | Arnold Dyson           | Bill Pearl             |                         |                          |
| 1954 | Jim Park               | Enrico Thomas          |                         |                          |
| 1955 | Leo Robert             | Mickey Hargitay        |                         |                          |
| 1956 | Jack Delinger          | Ray Schaeffer          |                         |                          |
| 1957 | Arthur Robin           | John Lees              |                         |                          |
| 1958 | Reg Park               | Earl Clark             |                         |                          |
| 1959 | Bruce Randall          | Len Sell               |                         |                          |
| 1960 | Paul Wynter            | Henry Downs            |                         |                          |
| 1961 | Bill Pearl             | Ray Routledge          |                         |                          |
| 1962 | Len Sell               | Joe Abbenda            |                         |                          |
| 1963 | Joe Abbenda            | Tom Sansome            |                         |                          |
| 1964 | Earl Maynard           | John Hewlett           |                         |                          |
| 1965 | Reg Park               | Elmo Santiago          |                         |                          |
| 1966 | Paul Wynter            | Chester Yorton         |                         |                          |
| 1967 | Bill Pearl             | Arnold Schwarzenegger  |                         |                          |
| 1968 | Arnold Schwarzenegger  | Dennis Tinerino        | Silvia Hibbert          |                          |
| 1969 | Arnold Schwarzenegger  | Boyer Coe              | Jean Galston            |                          |
| 1970 | Arnold Schwarzenegger  | Frank Zane             | Christine Zane          |                          |
| 1971 | Bill Pearl             | Ken Waller             | Linda Thomas            |                          |
| 1972 | Frank Zane             | Elias Petsas           | Christine Charles       |                          |
| 1973 | Boyer Coe              | Chris Dickerson        | Jean Galston            |                          |
| 1974 | Chris Dickerson        | Roy Duval              | Linda Cheesman          |                          |
| 1975 | Steve Michalik         | Ian Lawrence           | Linda Cheesman          |                          |
| 1976 | Serge Nubret           | Shigeru Sugita         | Cindy Breakspear        |                          |
| 1977 | Tony Emmot             | Bertil Fox             | Bridget Gibbons         |                          |
| 1978 | Carlos Rodriguez       | Dave Johns             | Sandra Kong             |                          |
| 1979 | Bertil Fox             | Ahmet Enünlü           | Karen Griffiths         |                          |
| 1980 | Tony Pearson           | Bill Richardson        | Erika Mes               |                          |
| 1981 | Robby Robinson         | John Brown             | Jocelyn Pigeonneau      |                          |
| 1982 | Edward Kawak           | John Brown             | Jocelyn Pigeonneau      |                          |
| 1983 | Edward Kawak           | Jeff King              | Mary Scott              |                          |
| 1984 | Edward Kawak           | Brian Buchanan         | Mary Scott              |                          |
| 1985 | Edward Kawak           | Tim Belknap            | Jocelyn Pigeonneau      |                          |
| 1986 | Lance Dreher           | Charles Clairmonte     | Monika Steiner          | Heidi Thomas             |
| 1987 | Olev Annus             | Basil Francis          | Connie McClosky         | Sonia Walker             |
| 1988 | Charles Clairmonte     | Victor Terra           | Lisa Campbell           | Sarah Staunton           |
| 1989 | Charles Clairmonte     | Matt Dufresne          | Tatjana Scholl          | Tracey Citrone           |
| 1990 | Charles Clairmonte     | Peter Reid             | Monika Debatin          | Browny OBrien            |
| 1991 | Victor Terra           | Reiner Gorbracht       | Ute Geisel              | Helen Maderson           |
| 1992 | Peter Reid             | Mustafa Mohammad       | Bernadette Price        | Anita Lawrence           |
| 1993 | Edward Kawak           | Dennis Francis         | Deborah Compton         | Ali Slater               |
| 1994 | John Terilli           | Nick van Beeck         | Kathy Butler-Corish     | Susana Perez             |
| 1995 | Brian Buchanan         | Grant Clemesha         | Kathy Butler-Corish     | Susana Perez             |
| 1996 | Shaun Davis            | Federico Focherini     | Billie Kaine            | Pina Theodoridis         |
| 1997 | Eddy Ellwood           | Grant Thomas           | Patricia Veldmann       | Jasraj Bhadana Gujjar    |
| 1998 | Eddy Ellwood           | Gary Lister            | Julia Abel              | Pina Theodoridis         |
| 1999 | Eddy Ellwood           | Franco Malè            | Taylor Young            | Giovanna Rosa            |
| 2000 | Eddy Ellwood           | Sergei Ogorodnikov     | Olga Tikhonova          | Giovanna Rosa            |
| 2001 | Eddy Ellwood           | Steffen Müller         | Anja Timmer             | Giovanna Rosa            |
| 2002 | Gary Lister            | Costantino Galeazzo    | Claudia Bianchi         | Giovanna Rosa            |
| 2003 | Gary Lister            | Hassan Al Saka         | Olga Tikhonova          | Cherie Loomes            |
| 2004 | Hassan Al Saka         | Steve Sinton           | Sandra Waterschoot      | Lorena Bucci             |
| 2005 | Sergei Ogorodnikov     | Charles Mario          | Desiree Dumpel          | Andrea Carvalho          |
| 2006 | Steve Sinton           | Tomáš Bureš            | Olga Tikhonova          | Silvia Finocchi Ferreira |
| 2007 | Orazio Salvatori       | Orazio Salvatori       | Alina Popa              | Andrea Carvalho          |
| 2008 | Alessandro Savi        | Lionel Beyeke          | Vivian Hijikema         | Maria Stukova            |
| 2009 | Alexey Netesanov       | Martin Kasal           | Larissa Cunha           | Dora Rodrigues           |
| 2010 | Charles Mario          | Miha Zupan             | Valentyna Yefyemchuk    | Flora Conte              |
| 2011 | Sangram Chougule       | Paulo Lima Santos      |                         | Maria Kuzmina            |
| 2012 | Sangram Chougule       | Andy Polhill           |                         | Maria Kuzmina            |
| 2013 |                        | Lee Priest             |                         | Flora Conte              |
| 2014 | Dave Titterton         | Barny Du Plessis       |                         | Dora Rodrigues           |
| 2015 | Tony Mount             | Paul Stewart           |                         | Daria Diossi             |
| 2016 | Tony Mount             | Fabian Mayr            |                         | Emma Gormley             |
| 2017 | Shaun Joseph-Tavernier | Lee Seung Chul         |                         | Lee Tae Hee              |
| 2018 | Lee Seung Chul         | Loughlin Gannon        |                         | Christine Scerri         |

## Fordítás
Ez a szócikk részben vagy egészben  az   Universe Championships című angol Wikipédia-szócikk ezen változatának fordításán alapul.  Az eredeti cikk szerkesztőit annak laptörténete sorolja fel. Ez a jelzés csupán a megfogalmazás eredetét és a szerzői jogokat jelzi, nem szolgál a cikkben szereplő információk forrásmegjelöléseként.